# Восканян, Масис Артурович
Маси́с Артурович Восканя́н (арм. Մասիս Արթուրի Ոսկանյան; 11 июля 1990, Абовян, Армянская ССР, СССР) — армянский футболист, полузащитник клуба «Зинт-Элойс-Винкель». Выступал за молодёжную и национальную сборную Армении.

## Клубная карьера
Родился в Абовяне 11 июля 1990 года. В 2009 году подписал контракт с «Серкль Брюгге». В 2010 перешёл в Руселаре вступавшем во втором по уровню чемпионата Бельгии.

## Карьера в сборной
В период с 2009 по 2010 года выступал в Юношеской сборной Армении (до 19 лет). С 2010 года вступает в Молодёжной сборной Армении, дебют в которой отметил в отборочном цикле к чемпионату Европы среди молодежи. Матч состоялся 4 сентября 2009 года ы домашней игре против сборной Швейцарии, закончившийся со счётом 1:3.
В 2012 году дебютировал за сборную Армении в матче против сборной Сербии. Тренерский штаб решил привлечь игрока в главную команду после нескольких качественно сыгранных матчей за молодёжную команду. В той игре команда проиграла сербам со счётом 0:2.